# Wasserburg Altwiesloch
Die Wasserburg Altwiesloch ist eine abgegangene Wasserburg an der Stelle des heutigen Schlosshofes im Stadtteil Altwiesloch von Wiesloch im Rhein-Neckar-Kreis in Baden-Württemberg.

## Geschichte
Die Burg wurde um 1150 errichtet. Sie diente vermutlich wie auch die Burgen in Wiesloch, Nußloch und Rauenberg dem Schutz von Bergwerken und Hüttenanlagen im unmittelbaren Umfeld. Als Bauherren kommen die edelfreien Herren von Wiesloch in Betracht, doch lässt sich deren Burg archivalisch nicht sicher lokalisieren. Die Burg kam jedenfalls lange vor 1250 in Besitz der Herren von Weinsberg, die Burg und Dorf Altwiesloch in mehreren Schritten 1269 und 1277 an die Kurpfalz verpfändeten und veräußerten. Die Pfalzgrafen überließen das Patronatsrecht über die Burgkapelle zunächst dem Notar Berthold von Wittelshofen und nach dessen Tod 1293 dem Kloster Schönau.
Im 14. Jahrhundert fehlen jegliche sichere Nachrichten über Altwiesloch und seine Burg. Möglicherweise ist Altwiesloch mit dem Dorf Vitzenloch identisch, das sich von 1295 an im Besitz des Klosters Herrenalb befand. Der Verkauf wurde von Rudolf von Roßwag genehmigt, die Herren von Roßwag waren mit den edelfreien Herren von Wiesloch verwandt. Der Besitzwechsel in den Nordschwarzwald könnte auch die Urkundenlosigkeit jener Zeit erklären.
1405 wurden Burg und Ort von der Kurpfalz an Schwarz-Reinhard von Sickingen verpfändet. Bei der Pfälzischen Landesteilung 1410 kamen Burg und Ort Altwiesloch gemeinsam mit Wiesloch an Otto I. von Pfalz-Mosbach, der den Altwieslocher Besitz 1414 endgültig an die Sickingen verkaufte. Danach kam der Besitz 1439 an Schwarz-Reinhards Schwiegersohn Reinhard von Neipperg. Nach weiteren Herren von Neipperg und dem Tod des Engelhard von Neipperg 1495 kam der Besitz im Jahr 1499 von dessen Witwe an die Herren Sturmfeder von Oppenweiler und mit deren Aussterben 1552 an die Herren von Nippenburg. Nach dem Tode Georgs von Nippenburg 1571 wurde der Besitz bei der Nippenburgschen Erbteilung in vier Teile aufgeteilt, wobei auch die Burg in zwei Hälften geteilt wurde. Hans Jörg von Frauenburg, der mit Maria von Nippenburg verheiratet war, ließ um 1575 westlich des Schlosses einen weiteren Herrensitz, das heutige Bürgerhaus, errichten. Im 17. Jahrhundert gab es dann zahlreiche Besitzwechsel, so dass gegen Ende des 17. Jahrhunderts der Besitz an der Burg bei den Herren von Bettendorff lag. Über die Hochzeit einer Bettendorff-Tochter in der ersten Hälfte des 19. Jahrhunderts kam die Burg an die Grafen von Sparre-Croneberg, die den Besitz kurz vor 1850 an bürgerliche Familien veräußerten.
Südlich an den Wohnturm war eine Burgkapelle angebaut. Nach dem Bau der Pankratiuskapelle außerhalb der Burg hat man die Burgkapelle wohl im 14. Jahrhundert aufgegeben und als Archiv genutzt.
Im 18. Jahrhundert begann die Burg zu verfallen. Als Fredegar Mone in der ersten Hälfte des 19. Jahrhunderts die Burg beschrieb, waren die nördlichen Anbauten des Wohnturms bereits abgerissen und zog sich ein breiter Riss durch das Mauerwerk des Wohnturms. Als man 1888 eine Öffnung für einen Pferdestall in das Mauerwerk des Wohnturms brechen wollte, führte das am 6. April 1888 zum Einsturz des Gebäudes. Ein noch erhaltener Torturm wurde 1898 abgetragen. Ein Großbrand im Schlosshof hat 1926 weitere Reste der Burg vernichtet.
Von der ehemaligen Burganlage kündet heute noch der Schlosshof. Das Gebäude in seiner Südwestecke wurde auf den Grundmauern des einstigen Wohnturms der Burg errichtet, in den Gärten beim Schlosshof finden sich weitere Mauerreste.

## Beschreibung
Die Burg in Altwiesloch war eine nahezu rechteckige Anlage mit einem Burgareal von etwa 80 × 45 Metern, die auf einem künstlich aufgeschütteten Hügel oder einem Geländesporn errichtet und von einem Wassergraben umgeben war. Der Wassergraben wurde von einer Quelle am nordöstlichen Rand gespeist. Durch Anschwemmungen aus dem nördlichen Bergwerksgebiet sowie durch Planierungen nach Abriss der Burg ist von der ursprünglichen topografischen Situation nichts mehr zu erkennen.
Der Zugang erfolgte (von der heutigen Dielheimer Straße) über eine Brücke im Norden der Anlage durch den Torturm in den Innenhof. Der Torturm war links und rechts von Wohnhäusern flankiert. Im Westen der Anlage befand sich der Wohnturm, der südlich und nördlich Anbauten hatte, darunter im Süden die später als Archiv genutzte Burgkapelle. Die östliche Flanke der Anlage bildeten Scheune mit Stallungen, auch nach Süden hin erstreckten sich Wirtschaftsgebäude. Die gesamte Anlage war ummauert, einige alte Abbildungen weisen auf zusätzliche Ecktürme hin.